# فلبرغ
فلبرغ (بالألمانية: Vellberg) هي مدينة وبلدة ألمانية تقع في ألمانيا في بادن-فورتمبيرغ.

## أعلام
- هانز كلينك